# Virgil Exner
Virgil Max "Ex" Exner Sr. (24 de septiembre de 1909 - 22 de diciembre de 1973) fue un diseñador de automóviles estadounidense que trabajó para numerosas compañías, especialmente para Chrysler y Studebaker. 
Exner es ampliamente conocido por el Look Forward, un estilo propio que creó para los vehículos de Chrysler, utilizado entre 1955 y 1963, y por su predilección por las aletas en los automóviles, tanto por su estética como por su aerodinámica. 
Este estilo fue copiado antes de que se lanzaran los diseños de Chrysler, cuando el diseñador de GM Chuck Jordan espió los trabajos de Exner mantenidos en secreto para Chrysler en 1955, lo que provocó que Bill Mitchell, jefe de diseño de General Motors, "comenzara a rediseñar cada línea de sus automóviles, desde Chevrolet a Cadillac”. El trabajo de Exner efectivamente "cambió el curso del diseño de los automóviles". 

## Primeros años
Nacido en Ann Arbor, Míchigan, Virgil Exner fue adoptado por George W. e Iva Exner cuando era un bebé. Virgil mostró un gran interés por el arte y los automóviles. Acudió a la Buchanan High School en Buchanan, Míchigan, y luego estudió arte en la Universidad de Notre Dame en Indiana, pero en 1928 tuvo que abandonar los estudios después de dos años debido a la falta de fondos de su familia. Más adelante, accedió a un trabajo como ayudante en un estudio de arte especializado en publicidad. En 1931 se casó con Mildred Marie Eshleman, quien también trabajaba para el estudio, y el 17 de abril de 1933 tuvieron su primer hijo, Virgil Exner Jr. Por entonces, Exner Sr. había recibido el encargo de diseñar los anuncios de los camiones Studebaker. Tuvieron un segundo hijo en 1940, Brian, quien murió tras caerse por una ventana. También adoptó y crio a su sobrina, Marie Exner, nacida en 1947, que se había quedado huérfana cuando era niña.

## Diseños

### General Motors
Su primer trabajo en diseño fue para General Motors, donde fue contratado por el zar del estilismo de GM, Harley Earl. Antes de los 30 años, estaba a cargo del estilo de la marca Pontiac.

### Loewy y Asociados

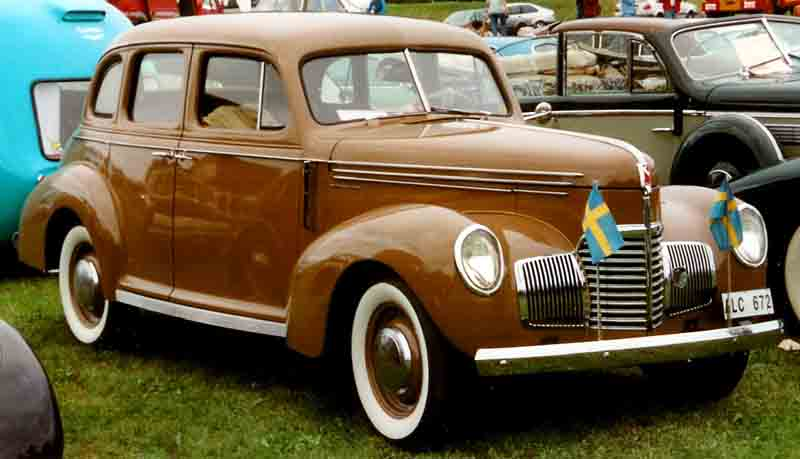
Studebaker Champion G sedán de 4 puertas, 1939

En 1938, se incorporó a la firma de diseño industrial de Raymond Loewy, Loewy and Associates, donde trabajó en vehículos y automóviles militares de la Segunda Guerra Mundial, en particular los modelos 1939-40 de Studebaker, y avanzó en los planes para sus revolucionarios automóviles de posguerra. "Pero trabajando en los diseños de Studebaker... Exner luchó para llamar la atención de su jefe, que firmaba cada detalle de sus diseños. Roy Cole, el vicepresidente de ingeniería de Studebaker, alentó a Exner a trabajar por su cuenta en su domicilio, realizando diseños de respaldo para el caso de que la delicada relación de la compañía con Loewy explotara".

### Studebaker Corporation

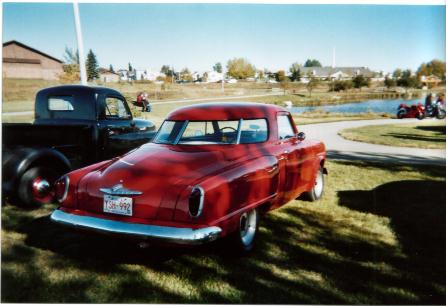
Studebaker Champion Starlight cupé (versión 1951)

En 1944, Loewy lo despidió y Studebaker lo contrató directamente en South Bend, Indiana. Allí participó en el diseño de algunos de los primeros automóviles con todos los nuevos estilos que se producirán después de la Segunda Guerra Mundial (el eslogan de Studebaker durante este período fue "Primero con mucho con un automóvil de posguerra"). Como reconoció Robert Bourke, Virgil fue el diseñador final del aclamado cupé Studebaker Starlight de 1947, aunque Raymond Loewy recibió el reconocimiento público porque su legendario nombre era una gran atracción publicitaria. De hecho, Exner figura como inventor único en la patente de diseño. La rivalidad y la mala relación entre ambos hicieron que Exner tuviera que abandonar Studebaker, cuyo jefe de ingeniería, Roy Cole, le presentó personalmente a Ford y a Chrysler.

### Chrysler Corporation
En 1949, Exner comenzó a trabajar en el grupo de diseño avanzado de Chrysler, donde se asoció con Cliff Voss y Maury Baldwin. Allí también trabajó con Luigi "Gigi" Segre, del constructor de carrocerías italiano Carrozzeria Ghia Sp R. Estos hombres crearon un fuerte vínculo personal entre ellos, lo que ayudó a relacionar estrechamente sus empresas durante la década de 1950. La alianza produjo los diseños de Chrysler Ghia, como el Chrysler K-310 de 1952, los automóviles de exhibición de la serie Dodge Firearrow de mediados de la década de 1950, así como el Chrysler d'Elegance y el DeSoto Adventurer. 

#### Programa de diseñoForward Look

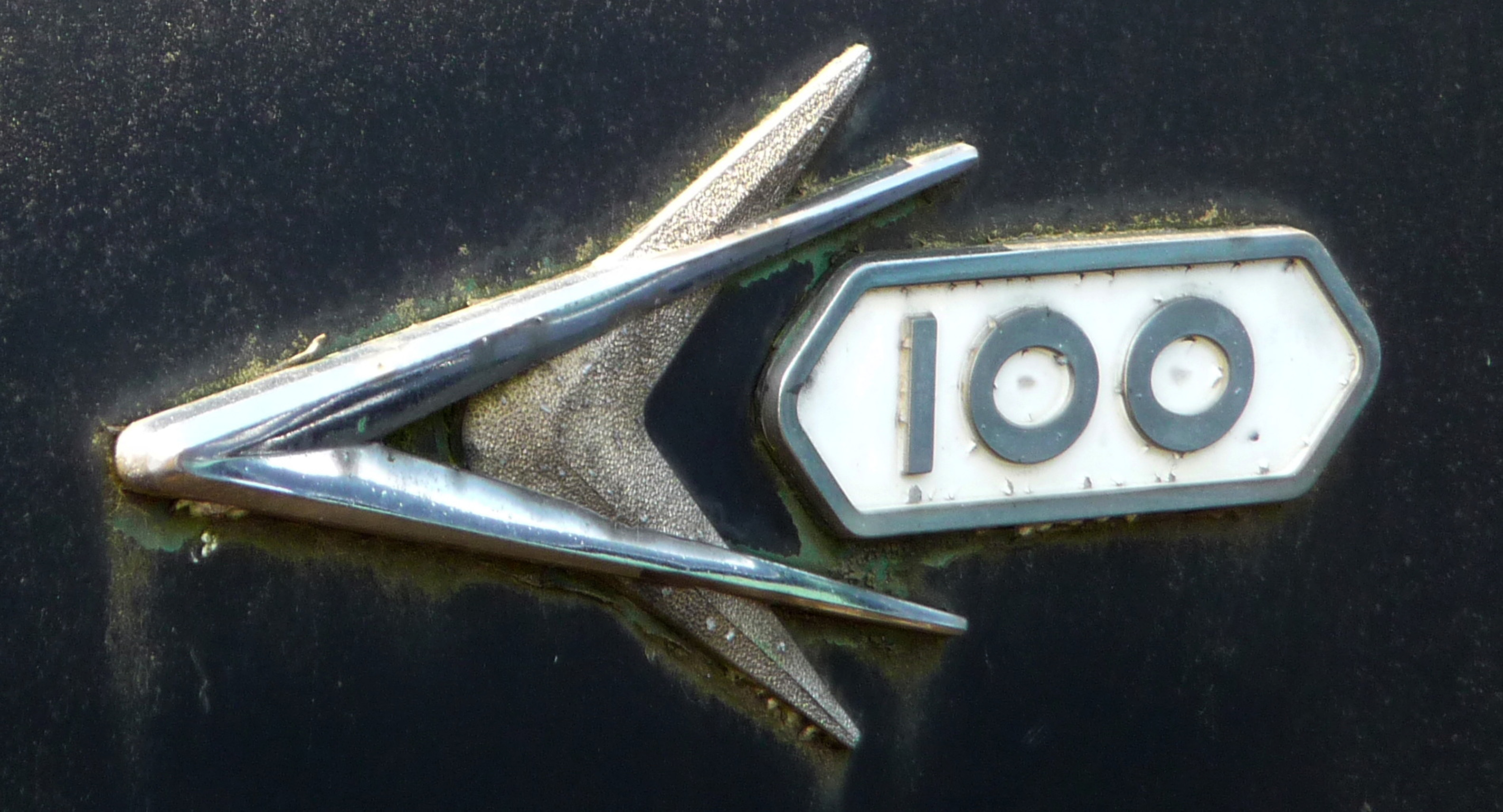
Flookerang, el logotipo del programa de diseño "Forward Look" de Chrysler Corporations

Cuando Exner se unió a Chrysler, los vehículos de la compañía eran diseñados por ingenieros en lugar de por diseñadores, por lo que se consideraba que tenían una apariencia anticuada y poco elegante. Exner luchó para cambiar la organización de la compañía, y obtuvo el control sobre el proceso de diseño, incluidos los prototipos de arcilla y los modelos de troqueles utilizados para crear las herramientas de producción. 
Después de ver las aletas traseras inspiradas en el caza de combate Lockheed P-38 Lightning en el Cadillac de 1948, Exner adoptó las aletas como elemento central de los diseños de sus vehículos. Creía en los beneficios aerodinámicos de las aletas, e incluso utilizó pruebas de túnel de viento en la Universidad de Míchigan, pero sobre todo le gustaron sus efectos visuales en el automóvil. Bajó la línea del techo e hizo que los automóviles fueran más elegantes, más suaves y más agresivos. En 1955, Chrysler presentó "The New 100-Million Dollar Look" (El Nuevo Diseño de 100 Millones de Dólares). Con un capó largo y una plataforma corta, los diseños tipo cuña de la serie Chrysler 300 y los modelos revisados de 1957 de repente llevaron a la compañía a la vanguardia del diseño, con Ford y General Motors trabajando rápidamente para ponerse al día. Los Plymouth de 1957 se anunciaron con el lema "¡De repente, es 1960!". En 1958, el "Forward Look" de Chrysler fue el patrocinador del innovador especial de televisión Una tarde con Fred Astaire. 
Las aletas pronto perdieron popularidad. A finales de la década de 1950, Cadillac, Chrysler y muchas otras marcas habían aumentado el tamaño de las aletas hasta que algunos pensaron que eran cuestionables estilísticamente y se convirtieron en un símbolo del exceso estadounidense a principios de los años 1960. 1961 se considera el último de los diseños "Forward Look". El Dodge Dart y el Polara de 1962, así como el Fury de Plymouth, fueron considerados "pollos desplumados" por Exner, quien rechazó su diseño.

## Impacto en el diseño del automóvil
Cuando Exner se unió a Chrysler, la carrocería del automóvil era concebida por ingenieros en lugar de diseñadores, lo que llevó a lo que muchos pensaron que eran soluciones anticuadas de ángulos rectos en los Chrysler de la década de 1940 y principios de los 50. Exner luchó para cambiar esta estructura y obtuvo el control sobre el proceso de diseño, creando el Dodge Firearrow, un novedoso diseño de referencia construido por Ghia. 

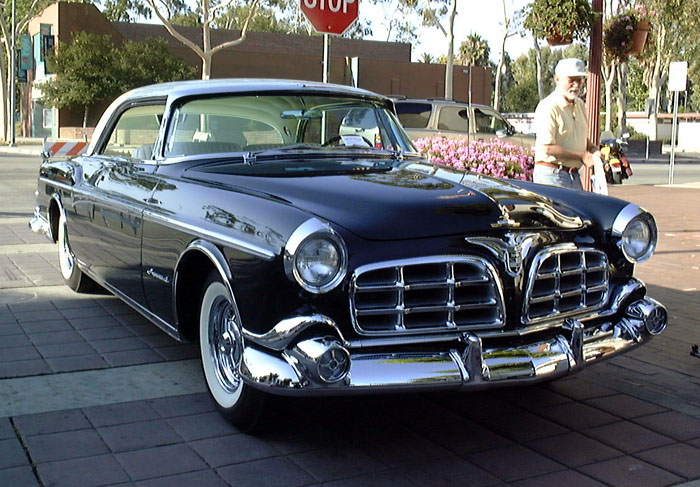
El Imperial de 1955, uno de los primeros vehículos Chrysler de estilo Exner

Los primeros autos diseñados bajo su supervisión total fueron la Serie Chrysler 300 de 1955 y el Imperial. Las versiones de techo rígido de los automóviles Chrysler de 1957 presentaban vidrios curvos compuestos, siendo la primera vez que se utilizaban en automóviles de producción en serie. 

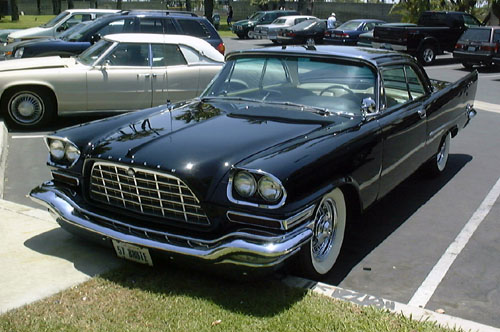
El Chrysler 300C de 1957, un diseño de Exner que tuvo un impacto duradero en los automóviles posteriores de Detroit

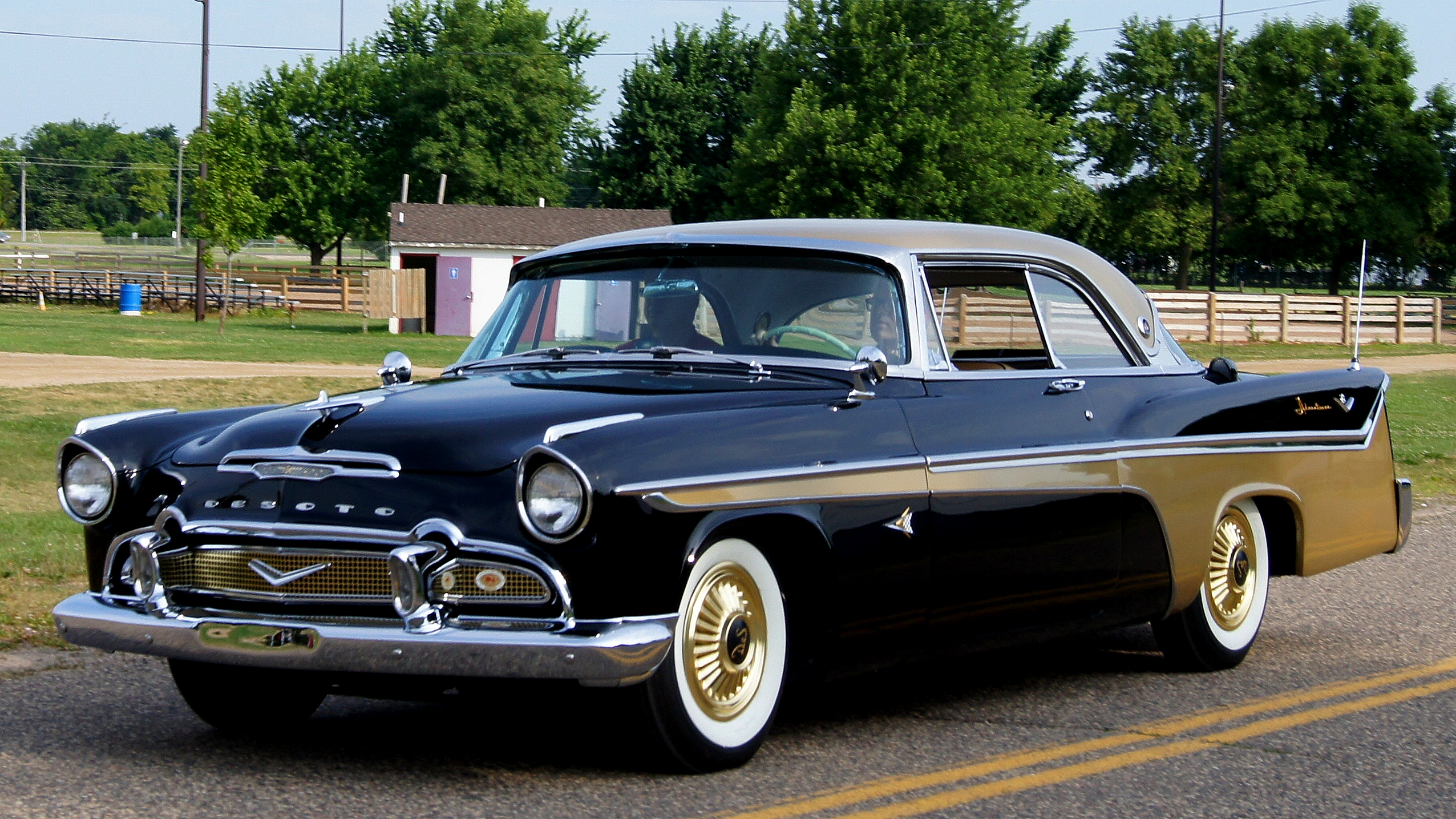
Un DeSoto Adventurer de 1956

Estos diseños con aletas también estrenaron su "Forward Look". Exner y su equipo recibieron el Premio de la Medalla de Oro del Instituto de Diseñadores Industriales.

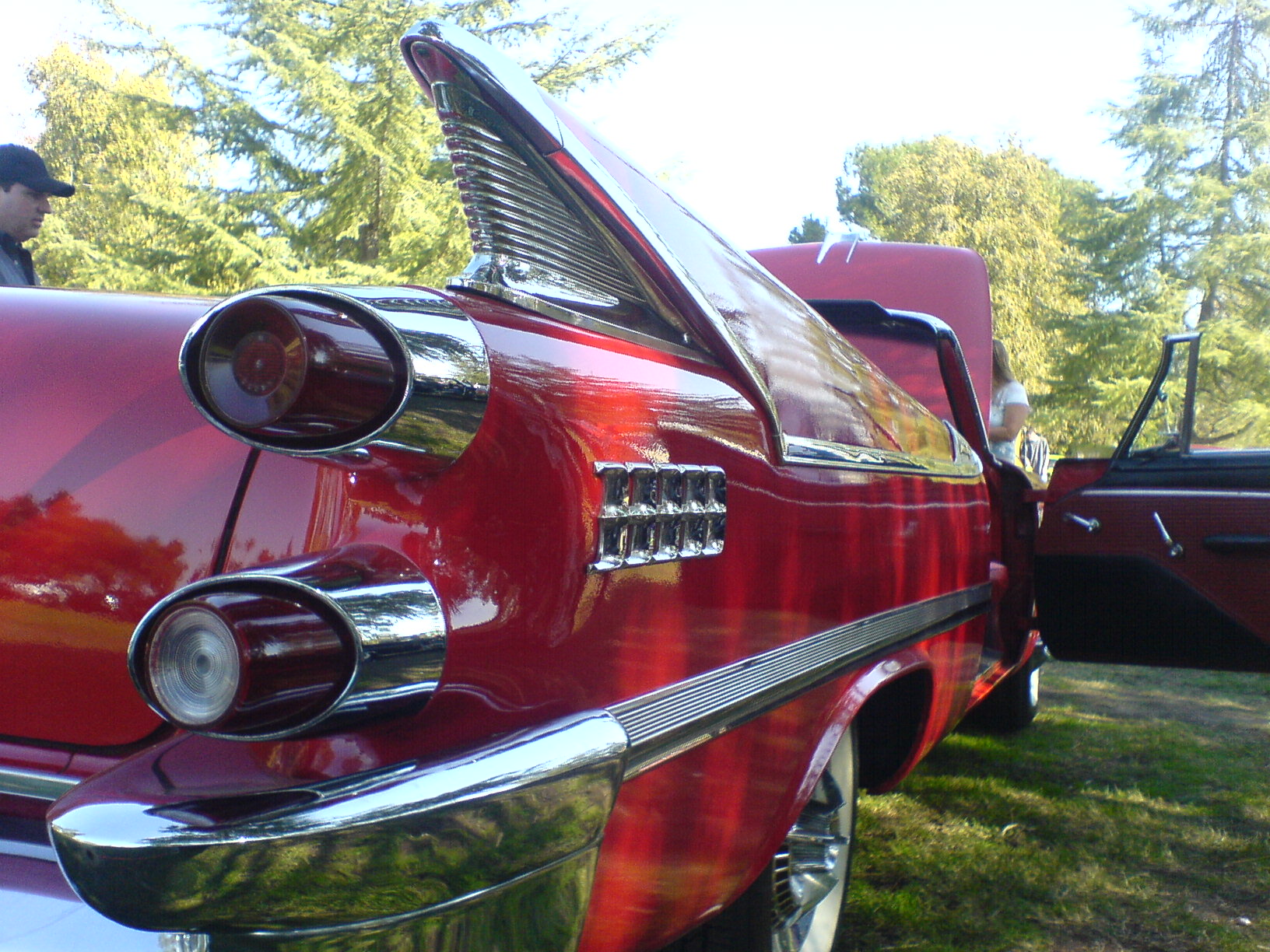
Un Dodge Custom Royal de 1959

En 1956, mientras se estaban diseñando los modelos para 1961, Exner sufrió un ataque al corazón. Se reincorporó en 1957, trabajando en los diseños de los automóviles de 1962. El 25 de julio de 1957, Exner fue elegido primer Vicepresidente de Estilismo en Chrysler. Desafortunadamente, un rumor de que GM estaba reduciendo el tamaño de sus automóviles provocó que el presidente de Chrysler, Lester Lum ("Tex") Colbert, ordenara a Exner hacer lo mismo con sus diseños de 1962, un cambio con el que Exner no estuvo de acuerdo, pensando que haría sus autos "feos". Exner y sus asociados habían completado el trabajo en el segundo Plymouth sin aletas de tamaño completo desde 1955, este para 1962, descrito como un automóvil sorprendentemente atractivo. Mientras aún se estaba recuperando del ataque cardíaco, los asociados redujeron el tamaño de los modelos de 1962 por los que Exner se atribuyó el crédito. Esta reducción cambió drásticamente la apariencia de los autos, reduciendo su atractivo y causando una caída significativa en las ventas. Resultó que el rumor sobre Chevrolet era falso, y a los consumidores no les gustaban los autos Plymouth y Dodge más pequeños introducidos en 1962, cuyo estilo era extraño en comparación con los productos de Ford y GM, más convencionales. Al necesitar un chivo expiatorio, Chrysler despidió a Exner. Se le permitió retener un puesto como consultor para poder jubilarse con pensión a los 55 años. Fue reemplazado por Elwood Engel, quien había sido fichado de Ford. Engel era muy diseñador muy considerado por su concepción del clásico Lincoln Continental de 1961.
Las aletas pronto perdieron popularidad. Aunque cayeron en desgracia a principios de la década de 1960, aún podían ofrecer ventajas aerodinámicas. A principios de la década de 1970, los automóviles de carreras Porsche 917 lucían aletas que recordaban los diseños de Exner.

### Volkswagen Karmann Ghia

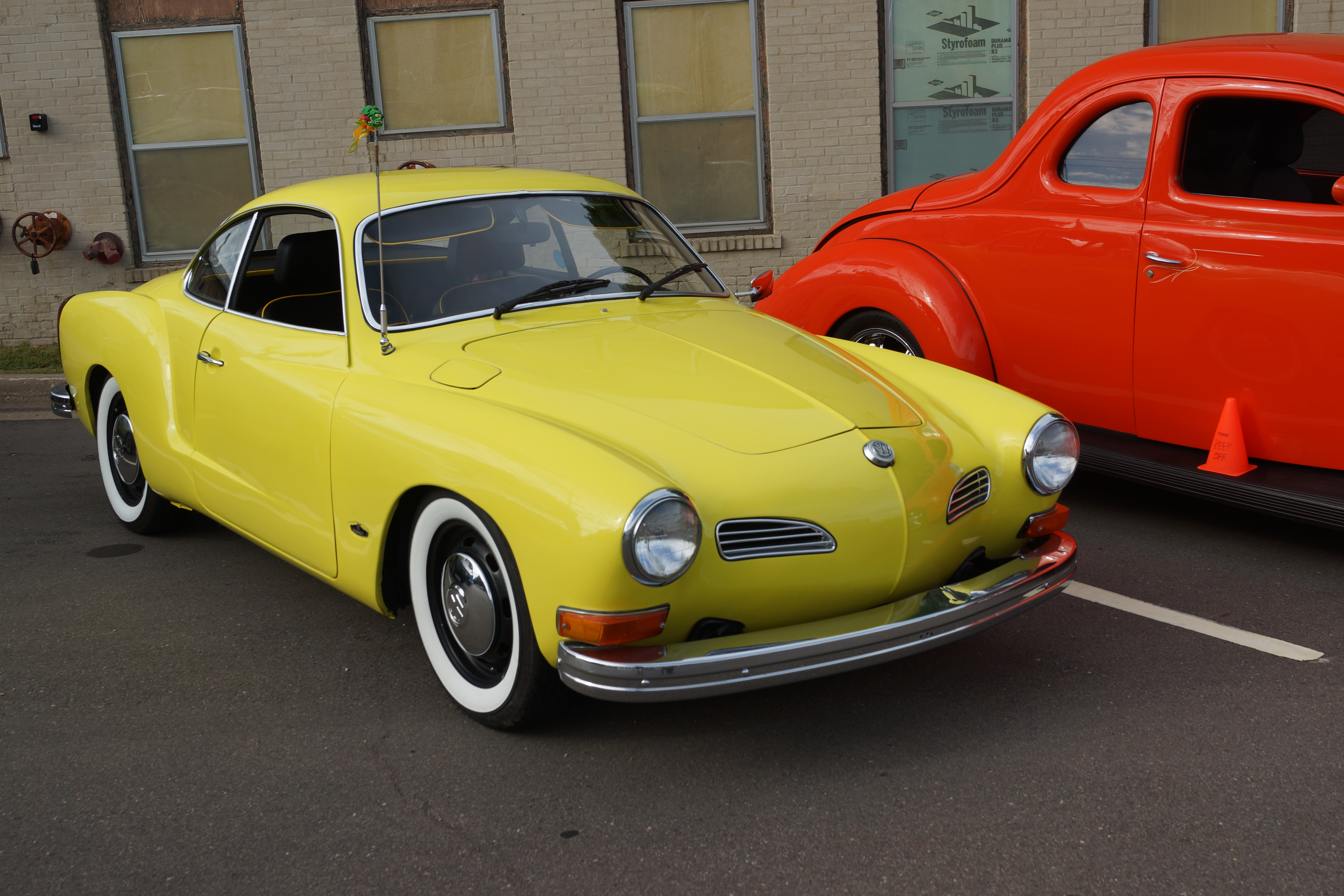
Volkswagen Karmann Ghia (1974)

Tres entidades se unieron en la historia del Volkswagen Karmann Ghia, un diseño que finalmente reflejó una fuerte influencia de Virgil Exner. A principios de la década de 1950, Volkswagen estaba produciendo su Tipo 1 (Escarabajo). A medida que aumentaban los niveles de vida de la posguerra, los ejecutivos de Volkswagen empezaron a pensar en agregar un modelo de representación a su gama de automóviles. Luigi Segre se comprometió a expandir la reputación internacional de Carrozzeria Ghia, y Wilhelm Karmann buscaba nuevas oportunidades para su empresa familiar de construcción de autocares Karmann, y estaba ansioso por aumentar sus contratos para construir los modelos convertibles de Volkswagen. 
Como jefe de Ghia, Segre dirigió e incubó el proyecto singularmente a través de la concepción y la creación de prototipos, entregando un proyecto factible que Willhelm Karmann quería y podía construir en la práctica, el proyecto que Willhelm Karmann a su vez presentaría a Volkswagen. El estilo en sí, sin embargo, integró el trabajo de Segre y Mario Boano, Sergio Coggiola y el diseñador/ingeniero Giovanni Savonuzzi, que en varias ocasiones se atribuyeron el diseño. Además, su trabajo tenía sorprendentes similitudes de estilo con los conceptos Chrysler D'Elegance y K-310 de Virgil Exner, de los que se había encargado crear prototipos a Ghia. A su vez, también reflejaban numerosas detalles desarrollados previamente por Mario Boano. Las autorías precisas del trabajo nunca se documentaron antes del fallecimiento de los diseñadores, algo especialmente complicado por el trabajo superpuesto de los intervinientes clave. Nunca se hizo una atribución individual definitiva sobre el diseño del Karmann Ghia. 
Segre y Virgil Exner habían estrechado sus relaciones profesionales y personales, y finalmente viajaron juntos por Europa. Peter Grist escribió en su biografía de Exner de 2007 que cuando Exner en 1955 finalmente vio el Karmann Ghia, que se había inspirado fuertemente en su Chrysler D'Elegance, "estaba satisfecho con el resultado y contento de que uno de sus diseños se hubiera fabricado a gran escala de producción". Chris Voss, un estilista de la oficina de Exner, informó en 1993 que Exner consideraba al Karmann Ghia como una especie de homenaje. Segre a su vez envió a Exner en muestra de agradecimiento la primera unidad del Karmann Ghia importada al estado de Míchigan.
Después de que Volkswagen aprobó el diseño en noviembre de 1953, el Karmann Ghia debutó en el Salón del Automóvil de París de 1955 y entró en producción, primero en Ghia y luego en Osnabrück, para finalmente alcanzar una producción de más de 445.000 unidades, produciéndose durante 19 años prácticamente sin cambios.

## Jubilación
Exner continuó asesorando a muchas compañías automotrices desde su oficina en Birmingham, Míchigan. También se unió a su hijo, Virgil Exner Jr., diseñando embarcaciones para Buehler Corporation. En 1963, diseñó una serie de "Revival Cars" con planes de producción. Su relanzamiento de Duesenberg fracasó, pero se convirtió en un personaje clave en el renacimiento de Stutz en la década de 1970. 
Tratando de volver a entrar en el campo de la automoción, elaboró un resumen de su carrera, describiéndose a sí mismo como una persona "con una amplia experiencia, responsable y con éxito en todas las áreas”. Exner murió de insuficiencia cardíaca el 22 de diciembre de 1973, en el Hospital William Beaumont en Royal Oak, Míchigan. 

## Lista de vehículos diseñados por Exner
- DeSoto 1955-1961
- Studebaker Champion
- Studebaker Starlight
- Chrysler C-200 Concept 1952
- Chrysler Sports Coupe d'Elegance Concept 1953 (más tarde producido, como Volkswagen Karmann Ghia)[14]
- Chrysler New Yorker 1956
- Chrysler Norseman (prototipo único)
- Chrysler 300 (series con letra)
- Chrysler 300 (series sin letra)
- Imperial 1955-1961
- Chrysler Diablo Concept 1957 con Ghia
- Plymouth Savoy
- Plymouth XNR[15]
- Plymouth Belvedere
- Plymouth Fury
- Plymouth Suburban
- Plymouth Valiant
- Dodge Coronet
- Dodge Firearrow Concept
- DeSoto 1961
- DeSoto Adventurer
- Bugatti 1965 conceptual con Ghia
- Mercer-Cobra 1965 conceptual
- Duesenberg 1966 prototipo con Ghia
- Stutz Blackhawk